# Margaret Bannerman
Pour les articles homonymes, voir Bannerman.
Margaret Bannerman (nom de scène de Marguerite Grand), née le 15 décembre 1896 à Toronto (Ontario) et morte le 25 avril 1976 à Englewood (New Jersey), est une actrice canadienne.

## Biographie

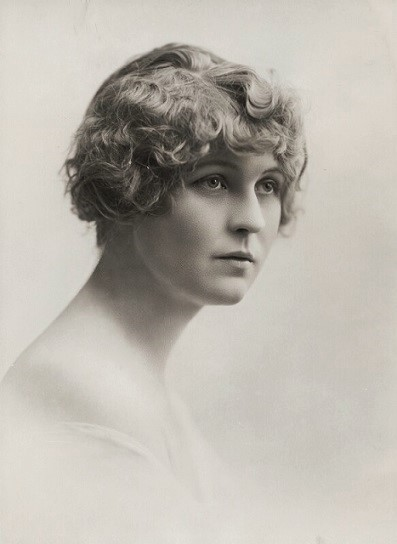
Photographiée en 1916

Sa famille émigrant en Angleterre vers 1915, Margaret Bannerman débute la même année au théâtre dans une revue (d'autres suivront) produite par André Charlot (Charlot's Revue of 1915). Jouant souvent à Londres jusque vers le milieu des années 1930, elle apparaît notamment dans les pièces Our Betters de William Somerset Maugham (1923, avec Constance Collier et Martita Hunt), Les Ailes brisées de Léopold Marchand et Pierre Wolff (1926, avec Martita Hunt) et Dora de Victorien Sardou (rôle-titre, 1933, avec Gerald du Maurier et Basil Rathbone).
Puis elle s'établit aux États-Unis, où elle se produit pour la première fois sur les planches en 1937 à Philadelphie, dans l'opérette Trois valses d'Oscar Straus. À Broadway (New York), elle débute dans la comédie musicale By Jupiter (en) de Richard Rodgers et Lorenz Hart (1942-1943, avec Ray Bolger en vedette et Vera-Ellen). Après deux pièces représentées en 1945 (dont une adaptation de Rebecca de Daphne du Maurier, avec Diana Barrymore et Bramwell Fletcher), elle revient à Broadway dans deux autres pièces, en 1951 (Getting Married de George Bernard Shaw, avec Barbara Britton et Arthur Treacher), et en 1954.
À Toronto, elle reprend en 1940 au théâtre royal Alexandra la pièce Our Betters précitée. Également dans sa ville natale, elle personnifie Mme Higgins lors d'une reprise de la comédie musicale My Fair Lady de Frederick Loewe et Alan Jay Lerner, en 1963 (ayant tenu ce rôle en tournée aux États-Unis à partir de 1959), après quoi elle se retire quasiment à Englewood, où elle meurt à 79 ans, en 1976.
Toujours au théâtre, signalons aussi la pièce Gigi d'Anita Loos (d'après la nouvelle éponyme de Colette), donnée de même en tournée aux États-Unis en 1952-1953, où elle joue aux côtés d'Audrey Hepburn dans le rôle-titre.
Au cinéma, elle contribue dès la période du muet à quinze films britanniques, depuis Justice (en) de Maurice Elvey (1917, avec Gerald du Maurier) jusqu'à I Give My Heart (en) de Marcel Varnel (1935, avec Arthur Margetson), film musical adapté de l'opérette Gräfin Dubarry de Carl Millöcker. Entretemps, citons Lily Christine de Paul L. Stein (1932, avec Corinne Griffith et Colin Clive).
Après son installation aux États-Unis, Margaret Bannerman revient brièvement au grand écran dans trois films américains, La Folle Ingénue d'Ernst Lubitsch (1946, avec Jennifer Jones et Charles Boyer), L'Extravagante Miss Pilgrim de George Seaton (1947, avec Betty Grable et Dick Haymes, mais son rôle est coupé au montage), et enfin L'Amour au trot de H. Bruce Humberstone (1947, avec Maureen O'Hara et Cornel Wilde).
Notons encore qu'elle collabore à deux séries télévisées américaines, Starring Boris Karloff (en) (un épisode, 1949), puis ABC Stage 67 (en) (un épisode, 1967), où elle tient un petit rôle (son ultime), dans la comédie musicale Evening Primrose (en) de Stephen Sondheim (avec Anthony Perkins et Charmian Carr), composée spécialement pour la télévision.

## Théâtre (sélection)

### Londres
- 1915 : Charlot's Revue of 1915, revue produite par André Charlot : membre de la troupe
- 1917 : Under Cover de Roi Cooper Megrue : Nora Ruttledge
- 1918 : The Pageant de Louis N. Parker : Euterpe
- 1918-1920 : Buzz Buzz, revue, musique d'Herman Darewski, lyrics et sketches d'Arthur Wimperis et Ronald Jeans : rôles divers
- 1921 : Pot Luck!, revue, musique de Philip Braham et Kenneth Duffield, lyrics et sketches de Ronald Jeans et Dion Titheradge : rôles divers
- 1923 : Isabel, Edward and Anne de Gertrude Jennings : Anne Carew
- 1923 : Our Betters de William Somerset Maugham : Lady Graystone[1]
- 1923 : Send for Dr. O'Grady, adaptation du roman éponyme de George A. Birmingham : Sybil Mainwaring
- 1925 : The Solution d'Arthur Wimperis : Mme Drake
- 1925 : Camilla States Her Case de George Eggerton : Lady Camilla Leighton
- 1926 : Les Ailes brisées (There's No Fool) de Léopold Marchand et Pierre Wolff, adaptation de Stanley Bell : Jacqueline Rémon
- 1926 : By-Ways de H. M. C. Hardinge (adaptation de son roman A Bowl of Red Roses) : Claire Bathurst
- 1930 : The Mouthpiece d'Edgar Wallace : Jacqueline Smith
- 1933 : Dora (Diplomacy) de Victorien Sardou, adaptation de Charles Macdona, mise en scène de Gerald du Maurier : rôle-titre
- 1933 : Gay Love d'Audrey et Waveney Carter : Gloria Fellowes

### Broadway
- 1942-1943 : By Jupiter (en), comédie musicale, musique de Richard Rodgers, lyrics de Lorenz Hart, livret de Richard Rodgers et Lorenz Hart, mise en scène de Joshua Logan, chorégraphie de Robert Alton, décors et lumières de Jo Mielziner, costumes d'Irene Sharaff : Heroica
- 1945 : Rebecca, adaptation du roman éponyme de Daphne du Maurier : Beatrice Lacy[2]
- 1945 : The Deep Mrs. Sykes de (et mise en scène par) George Kelly : Myrtle Weaver
- 1951 : Getting Married de George Bernard Shaw : Mme Bridgenorth
- 1954 : The Starcross Story de Diana Morgan : Alice Venning

### Autres lieux
- 1937 : Trois valses (Three Waltzes), opérette, musique d'Oscar Straus, adaptation par Clare Kummer du livret original de Paul Knepler et Armin L. Robinson : Fanny, Yvette et Irène Grandpré (Philadelphie)
- 1940 : Our Betters de William Somerset Maugham : Lady Graystone (théâtre royal Alexandra, Toronto)
- 1952-1953 : Gigi d'Anita Loos (adaptation de la nouvelle éponyme de Colette), mise en scène de Raymond Rouleau : Alicia de St. Ephiam (tournée aux États-Unis)
- 1959-1963 : My Fair Lady, comédie musicale, musique de Frederick Loewe, lyrics et livret d'Alan Jay Lerner (d'après Pygmalion de George Bernard Shaw) : Mme Higgins (tournée aux États-Unis et Toronto)

## Filmographie partielle
- 1917 : Justice (en) de Maurice Elvey : Mlle Cokeson
- 1917 : L'Institut de beauté (en) (The Gay Lord Quex) de Maurice Elvey : Muriel Eden
- 1922 : The Grass Orphan (en) de Frank Hall Crane : Mme St. John
- 1932 : Lily Christine de Paul L. Stein : Mme Abbey
- 1932 : Two White Arms de Fred Niblo : Lydie Charrington
- 1934 : Over the Garden Wall (en) de Jean Daumery : Diana
- 1934 : The Great Defender (en) de Thomas Bentley : Laura Locke
- 1935 : I Give My Heart (en) de Marcel Varnel : La Maréchale
- 1946 : La Folle Ingénue (Cluny Brown) d'Ernst Lubitsch : Lady Alice Carmel
- 1947 : L'Extravagante Miss Pilgrim (The Stocking Miss Pilgrim) de George Seaton (rôle coupé au montage)
- 1947 : L'Amour au trot (The Homestretch) de H. Bruce Humberstone : Ellamae Scott